# Jerzy Nowak (działacz turystyczny)
Jerzy Nowak (ur. 6 sierpnia 1910 w Bralinie, powiat kępiński, zm. 3 marca 2001 w Katowicach), polski działacz turystyczny, przewodnik beskidzki, instruktor harcerski, członek honorowy Polskiego Towarzystwa Turystyczno-Krajoznawczego.

## Życiorys
Był synem Ignacego i Weroniki z domu Mierzosak. W czasie nauki gimnazjalnej wstąpił do harcerstwa, był m.in. instruktorem w drużynie harcerskiej w Ostrzeszowie w stopniu harcmistrza. W 1931 zdał maturę w gimnazjum w Ostrzeszowie. Odbył roczną służbę wojskową, po której podjął pracę nauczyciela w szkole powszechnej w powiecie rybnickim. Kontynuował działalność w harcerstwie, m.in. wchodząc w skład śląskiej Komendy Hufca.
We wrześniu 1939 walczył jako oficer piechoty w obronie Obszaru Warownego Śląsku. W latach okupacji pracował w Zagłębiu Dąbrowskim jako księgowy oraz uczestniczył w pracy konspiracyjnej w charakterze łącznika harcerskiego pomiędzy Zagłębiem Dąbrowskim i Śląską Chorągwią Harcerską. Po wojnie pozostał w Katowicach i pracował w hutnictwie; w miejscowej Wyższej Szkole Ekonomicznej uzyskał dyplom magistra ekonomii. Przeszedł na emeryturę w 1976.
Jerzy Nowak był działaczem ruchu turystycznego. W 1947 wstąpił do Polskiego Towarzystwa Tatrzańskiego, później — po połączeniu tej organizacji z Polskim Towarzystwem Krajoznawczym — należał do Polskiego Towarzystwa Turystyczno-Krajoznawczego (PTTK). Uprawiał turystykę wodną i górską, uzyskując uprawnienia przodownika turystyki kajakowej, przewodnika terenowego, przewodnika beskidzkiego, strażnika ochrony przyrody. Udzielał się także w pracy organizacyjnej PTTK, zarówno na szczeblu lokalnym, jak i centralnym.
Był m.in. przewodniczącym Oddziałowej Komisji Rewizyjnej PTTK w Katowicach (1954-1956), wieloletnim członkiem Zarządu Okręgowego (1956-1975) i Zarządu Wojewódzkiego (1975-1985) tamże, w tym prezesem (1956-1962) i wiceprezesem (1981-1985). Kierował w Okręgu Komisją ds. Odznaczeń, Radą Programową i Gospodarczą, Komisją Historii i Tradycji. W latach 1956–1962 był także członkiem Zarządu Głównego PTTK, w latach 1960-1962 pełnił funkcję skarbnika i przewodniczącego Komisji Planu i Budżetu. Przez dziesięć lat (1958-1968) zasiadał w Kapitule Odznaczeń PTTK. W latach 1977–1989 był członkiem Głównej Komisji Rewizyjnej towarzystwa, w tym od 1981 jako jej wiceprezes.
Został odznaczony m.in. Srebrnym i Złotym Krzyżem Zasługi, Krzyżem Kawalerskim i Krzyżem Oficerskim Orderu Odrodzenia Polski, Srebrną i Złotą Odznaką PTTK, Złotą Odznaką "Zasłużony Działacz Turystyki". 5 czerwca 1981 X Walny Zjazd PTTK nadał mu tytuł członka honorowego towarzystwa. 